# Сивков Костянтин Валентинович
Костянтин Валентинович Сивков (нар. 2 червня 1954; Краснодар, Росія) — російський військовий експерт, учений, геополітик, військовий політолог і стратег, доктор військових наук (1996), голова спілки геополітиків, член-кореспондент Російської академії ракетних і артилерійських наук, капітан 1 рангу, член-кореспондент РАРАН, дійсний член Академії військових наук, член-кореспондент Міжнародної академії інформатизації, віцепрезидент Академії ракетних і артилерійських наук з інформаційної політики.
Сивков є частиною російської пропаганди, відкрито підтримує політику «кремля» щодо вторгнення Росії в Украину, поширює кремлівські наративи .

## Біографія
Народився 2 червня 1954 року.
У 1976 році закінчив Вище військово-морське училище радіоелектроніки ім. О. С. Попова.
З 1976 по 1985 рік служив у ВМФ СРСР.
Після закінчення 1987 року командного факультету Військово-морської академії ім. А.А.Гречко викладав на кафедрі «Управління силами ВМФ».
У 1992 році закінчив основний курс Військової академії Генерального штабу ім. К.Є.Ворошилова.
З 1995 по 2007 рік проходив службу в Центрі військово-стратегічних досліджень Генерального штабу ЗС РФ.
У 2007 році працював у науково-дослідному центрі Московського міського університету управління.
З 2012 року зайнявся журналістикою, оглядач тижневика «Військово-промисловий кур'єр».
З 2013 по 2015 — був президентом Академії геополітичних проблем. 

### Наукова діяльність
Наукову діяльність Костянтин Сивков розпочав 1987 року.
Приділяє увагу розвитку методології системного дослідження процесів збройної боротьби та методів оцінювання, дослідженням у сфері регіональної та глобальної безпеки, характеру сучасних збройних конфліктів і воєн, змісту сучасних збройних конфліктів, спрямованості військового будівництва та розвитку збройних сил.
З 1999 року досліджує геополітичні проблеми, роль і місце в них Росії, шляхи, методи, способи і форми геополітичної діяльності.
Приділяє дослідженню впливу духовних чинників на розвиток держав і забезпечення їхньої безпеки, цій проблематиці були присвячені дві монографії — «Духовна боротьба» і «Духовна криза».
Веде активну науково-публіцистичну діяльність.
Посів друге місце на Міжнародному конкурсі журналістської майстерності «Слава Росії» в номінації «Морська слава Росії».
Опублікував чотири монографії та близько 200 статей.

## Телебачення
Бере участь у пропагандистських політичних ток-шоу «Вечір з Володимиром Соловйовим», «60 хвилин», «Час покаже» з Артемом Шейніним.